# Языки лухья
Лухья (луйя, масаба-луйя, олулуйя, лухиа; Luyia, Oluluyia) — подгруппа языков в составе языков банту. Распространена в западной части Кении среди народа лухья, проживающего между озером Виктория на юге, границей с Угандой на западе и горой Элгон на севере, а также в Уганде, где часть носителей не относит себя к народу лухья. Количество носителей по разным оценкам составляет от 6 до 10 млн. человек.
В классификации М. Гасри языки лухья образуют группу E30, позднее эта группа (вместе с некоторыми другими группами из зон D и E) были отнесены к вновь созданной зоне J. Язык логоли (E41 у Гасри и Тервурена) был включён в эту группу позднее. Внутренняя классификация языков лухья остаётся предметом дискуссий. В последнем издании Ethnologue даётся максимально дробный список из 16 языков, однако более общепринято деление на 6-9 языков:
- масаба-букусу
  - букусу (Lubukusu, Bukusu) [bxk] — J31c
  - масаба (Masaaba) [myx] — Уганда
- саамиа
  - хайо
  - марачи
  - (собственно) саамиа — Уганда, Кения
- центральный луйя
  - марама
  - киса
  - цоцо
  - ванга (ханга)
- идахо-исуха-тирики
- кабрас-тачони
  - кабрас
  - тачони
- логоли
- ньяла (западное и восточное наречия)
- ньоре (кенийский ньоле)
- ньюли (угандийский ньоле) — Уганда

Прим.: если не указано, язык/диалект распространён только в Кении.